# División Ribera Norte
La división Ribera Norte (inglés: North Bank) es una de las cinco divisiones administrativas de Gambia. La capital de North Bank es Kerewan.

## Distritos
La división de Ribera Norte cuenta con una subdivisión interna compuesta por seis distritos a saber:
- Central Baddibu
- Jokadu
- Lower Baddibu
- Lower Niumi
- Upper Baddibu
- Upper Niumi

## Demografía
La superficie que abarca el distrito de North Bank es de 2.256 kilómetros cuadrados. Su población total es de 178.704 habitantes (según cifras del censo realizado en el año 2008), por lo que la densidad poblacional es de setenta y nueve habitantes por cada kilómetro cuadrado de la división de North Bank.
- Datos: Q846161